# Экономика Сенегала
Сенегал считается одной из наименее развитых стран мира. Тем не менее это одна из наиболее динамично развивающихся стран Тропической Африки. Арахис и фосфориты — главные экспортные товары страны, и экономика чрезвычайно сильно зависит от погодных условий и мировых цен на товары сенегальского экспорта.

## Сельское хозяйство
В сельском хозяйстве занято 77 % трудоспособного населения, оно дает 18,3 % ВВП. Главной культурой является арахис, под которым находится 40 % обрабатываемых земель. Арахис занимает 11 % в экспорте страны. Выращиваются также бананы, сахарный тростник, хлопчатник и др. Для внутреннего потребления выращивается маниок, просо и кукуруза. Орошается 120 тыс. га земель. Важную роль играет также рыболовство. Вылавливаются тунец, креветки, сардины и т. д. Рыболовство приносит четверть экспортных поступлений.

## Промышленность
В промышленности занято свыше 10 % населения, её доля в ВВП составляет 19,2 %. В 2006 году прирост промышленной продукции составил 3,2 %.

### Горнодобывающая промышленность
Сенегал небогат полезными ископаемыми. Добываются в основном фосфориты, имеются также залежи железной руды. Доля горнодобывающей промышленности составляет всего 2 % ВВП, но играет заметную роль в экономике страны, поскольку вся продукция этой отрасли идет на экспорт.

## Обрабатывающая промышленность
Главная отрасль промышленности Сенегала — производство сахара, муки, пива и других отраслей пищевой промышленности. Имеются заводы по производству лекарств, мыла и т. д. Налажена сборка автомобилей и сельскохозяйственных машин.

## Энергетика
В 2004 году выработано 1,453 млрд кВт энергии. Выработка осуществляется на ТЭС. Электрифицировано примерно треть территории страны, но в сельской местности электричеством пользуются только 5 % населения.

## Транспорт
Аэропорты
- всего — 20 (2013)[2], в том числе
  - с твердым покрытием — 9
  - без твердого покрытия — 11

Железные дороги
- всего — 906 км (2014)[2]

Автодороги
- всего — 15000 км (2015)[2], в том числе
  - с твердым покрытием — 5300 км
  - без твердого покрытия — 9700 км

## Торговля
Торговый баланс пассивный — импорт превышает экспорт в 2 раза.
- Экспорт: 1,478 млрд долларов
- Статьи экспорта: рыба, арахис, фосфориты, хлопок
- Партнеры по экспорту: Мали 16,9 %, Индия 13,1 %, Франция 9,5 %, Испания 6,1 %, Италия 5,5 %, Гамбия 4,6 %
- Импорт: 2,98 млрд долларов
- Статьи импорта: продовольствие, машины и оборудование, топливо
- Партнеры по импорту: Франция 22,8 %, Нигерия 11,4 %, Бразилия 4,5 %, Таиланд 4,3 %, США 4,2 %, Великобритания 4 %